# 萊克沃科米斯 (密蘇里州)
萊克沃科米斯（英語：Lake Waukomis）是位於美國密蘇里州普拉特縣的城市。

## 人口
根據2020年美國人口普查的數據，萊克沃科米斯的面積為1.08平方千米，當中陸地面積為0.76平方千米，而水域面積為0.32平方千米。當地共有人口888人，而人口密度為每平方千米822人。